# Joyce van Baaren
Joyce van Baaren (* 7. November 1984 in Almelo) ist eine niederländische Taekwondoin. Sie startet in der Gewichtsklasse bis 62 Kilogramm.
Bei der Juniorenweltmeisterschaft 2000 in Killarney bestritt van Baaren in der Klasse bis 55 Kilogramm ihre ersten internationalen Titelkämpfe. Ein Jahr später konnte sie in Pamplona mit dem Junioreneuropameistertitel in der gleichen Klasse bereits ihren ersten großen Erfolg verbuchen. Im Erwachsenenbereich schaffte sie den Durchbruch bei der Europameisterschaft 2004 in Lillehammer. In der Klasse bis 63 Kilogramm zog sie ins Halbfinale ein und gewann die Bronzemedaille. Im folgenden Jahr konnte van Baaren bei ihrer ersten Weltmeisterschaft in Madrid das Achtelfinale und bei der Europameisterschaft in Riga das Viertelfinale erreichen. In Izmir gewann sie Bronze bei der Universiade. Auch im Jahr 2007 konnte sie mit dem Viertelfinaleinzug bei der Weltmeisterschaft in Peking ein gutes Ergebnis erzielen. Bei der Universiade in Bangkok wiederholte sie den Gewinn der Bronzemedaille.
2008 verließ van Baaren nach Unstimmigkeiten mit dem neuen Bondscoach Soung Dae-sung die Nationalmannschaft. Sie trainiert seitdem in ihrer Heimatstadt beim Verein TKD Oude Luttikhuis, den ihr Lebensgefährte Thijs Oude Luttikhuis und dessen Vater Ben, selbst ehemalige erfolgreiche Taekwondoin und WM- und EM-Medaillengewinner, gründeten. Die Nominierung zum Olympiaqualifikationsturnier 2008 klagte van Baaren nach Nichtberücksichtigung erfolgreich ein, sie verpasste jedoch die Qualifikation für die Olympischen Spiele 2008. Nachdem sie auch zur Weltmeisterschaft 2009 in Kopenhagen vom niederländischen Verband nicht nominiert wurde, startete sie dort für die Niederländischen Antillen, schied jedoch frühzeitig aus. Van Baaren fand nach Beilegung des Streits mit dem Verband im Jahr 2011 in die Erfolgsspur zurück. Bei der Weltmeisterschaft in Gyeongju verpasste sie ihre erste WM-Medaille nach einer knappen Viertelfinalniederlage gegen Karine Sergerie nur haudünn. Bei der Europameisterschaft 2012 gewann sie mit Bronze in der Klasse bis 62 Kilogramm ihre zweite EM-Medaille, nachdem sie erst im Halbfinale Marlène Harnois unterlag.